# انگلیسی نیوزیلندی
انگلیسی نیوزیلندی (انگلیسی: New Zealand English) گویشی از زبان انگلیسی است که توسط نیوزیلندی‌ها به آن صحبت و نوشته می‌شود. کد زبان آن در سازمان بین‌المللی استانداردسازی، en-NZ است. این گویش از انگلیسی بریتانیایی و هنگام به وجود آمدن نیوزیلند مشتق شده است. اغلب باشندگان نیوزیلند انگلیسی زبان مادریشان می‌باشد. انگلیسی نیوزیلندی به دلیل نزدیکی جغرافیایی با انگلیسی استرالیایی، شباهت‌های بسیاری با یکدیگر دارند.

## پیشینه
مائوری زبان بومی نیوزیلند است و تا سده نوزدهم میلادی، این زبان پراستفاده‌ترین زبان در این کشور بود. هنگامی که امپراتوری بریتانیا، فرانسه و ایالات متحده برای شکار نهنگ شروع به ورود به نیوزیلند کردند، شروع به تجارت با مائوری‌های بومی کردند. نخستین مهاجرها به نیوزیلند بیشتر محکوم‌های سابق یا زندانی‌های فراری از کشور استرالیا بودند. اما، از آنجایی که اروپایی ها شروع به پیشی گرفتن از مردم مائوری کردند، استفاده از زبان مائوری شروع به کاهش کرد.
هنگامی که در سال ۱۷۸۸ میلادی، ایالت نیو ساوت ولز تشکیل شد بطور غیر رسمی نیوزیلند را نیز تحت نظر داشت. اما زمانی که شرکت نیوزیلند اقدام به استعمار نیوزیلند کرد؛ تجارت میان بریتانیایی‌ها و نیوزیلندی‌ها افزایش یافت. ویلیام هابسون از طرف حاکم‌های بریتانیا دستور گرفت تا به نیوزیلند برود و مائوری‌ها را متقاعد کند که حاکمیت خود را به ولیعهد بریتانیا واگذار کنند. میان سران بریتانیایی و مائوری معاهده وایتانگی، بسته شد. پس از آن جمعیت قابل‌توجهی از کشورهای استرالیا، بریتانیا و ایالات متحده وارد کشور نیوزیلند شدند. سپس نیوزیلند در سال ۱۸۴۱ میلادی از استعمار نیو ساوت ولز در استرالیا خارج شد و از سال ۱۸۴۱ تا ۱۹۰۷ میلادی؛ بطور مستقل با نام نیوزیلند مستعمره بریتانیا شد.
تب طلا در نیوزیلند یکی دیگر از دلیل‌های هجوم مهاجرها به این کشور شد. ترکیب مردم بومی و مهاجرها باعث بوجود آمدن لهجه‌ای از انگلیسی به نام انگلیسی نیوزیلندی شد. نوع متمایز لهجه نیوزیلندی حداقل از سال ۱۹۱۲ میلادی به رسمیت شناخته شد. انگلیسی نیوزیلندی دارای وام‌واژه‌های بسیاری از زبان مائوری است که بیشتر در توصیف جانورها و گیاه‌ها بکار گرفته می‌شوند. امروزه زبان انگلیسی با لهجه نیوزیلندی و زبان مائوری جزو زبان‌های رسمی این کشور هستند.

## تفاوت‌ها

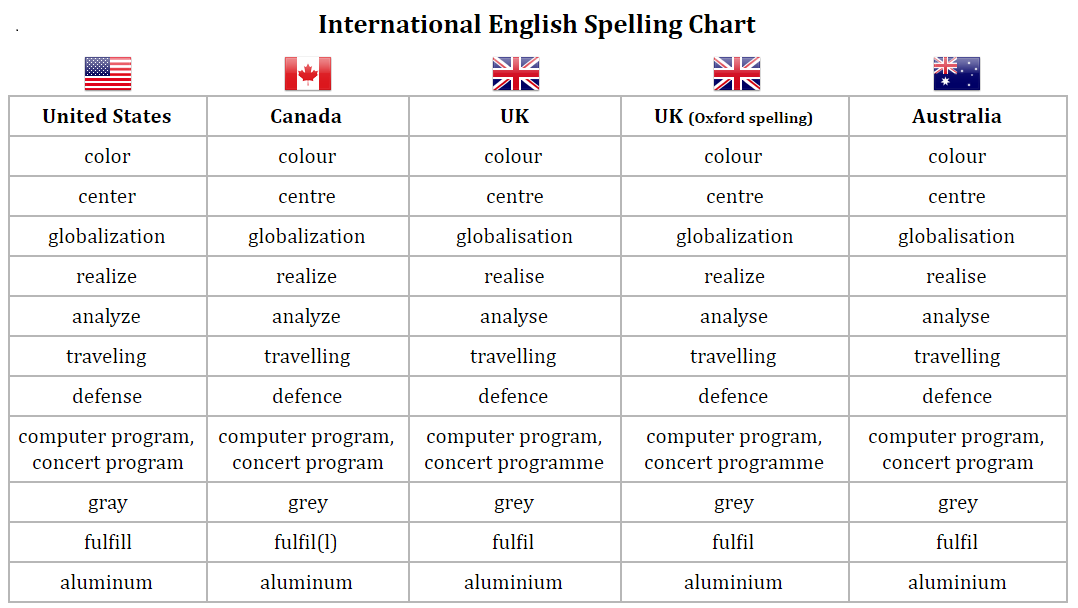
بررسی اجمالی تفاوت گویش‌های گسترده‌ی انگلیسی

انگلیسی نیوزیلندی ترکیبی از بریتانیایی و استرالیایی است، اما ویژگی‌های منحصربه‌فردی مثل وجود واژه‌ها و تلفظ مختص به خود را دارد.
1. تلفظ «ر» در انگلیسی: در انگلیسی بریتانیایی و نیوزیلندی صدای /r/ در صورتی که قبل از یک حرف صدادار قرار گیرد و حرف بعدی آن صدادار نباشد، بصورت غیر روتیک بوده و تلفظ نمی‌شود.[۶]
2. واژه Kiwi از زبان مائوری، زبان بومی مردمان نیوزیلند گرفته شده است که در نیوزیلند، سه معنی دارد[۷]:
  - یک نیوزیلندی
  - پرنده‌ی نمادی نیوزیلند
  - میوه کیوی
3. واژه kia ora به عنوان واژه سلام در نیوزیلند کاربردی است.
4. fossicking: جستجوی منابع
5. pommy: یک شخص بریتانیایی
6. ute: وانت